# Gmina Kościoła Jezusa Chrystusa Świętych w Dniach Ostatnich w Gdańsku
Gmina Kościoła Jezusa Chrystusa Świętych w Dniach Ostatnich w Gdańsku – gmina mormońska działająca w Gdańsku, należąca do Kościoła Jezusa Chrystusa Świętych w Dniach Ostatnich.
Siedziba gminy mieści się przy ul. Heweliusza 11 (VIII piętro). Raz w tygodniu, w niedzielę, odbywają się dwa nabożeństwa: spotkanie sakramentalne oraz szkoła niedzielna.